# Аршитдинов, Батур
Батур Аршитдинов (Аршидинов)  (6 июня 1926, Панфиловский район, Казахская АССР, СССР — 13 июля 2018) — уйгурский поэт, член Союза писателей Казахстана.

## Биография
Родился в 1926 году в Алма-Ате.
С 1932 по 1960 год жил в Синьцзян-Уйгурском автономном районе КНР, где получил среднее и высшее образование, а также принимал активное участие в национально-освободительном движении, развернувшемся в Восточном Туркестане. Тогда же написал своё первое стихотворение, которое было опубликовано в 1947 году.
В середине 50-х годов стал главным редактором журнала «Молодой коммунист», газеты «Молодежь Синьцзяна» и «Издательства молодежи Синьцзяна». Также стал первым секретарем Коммунистического союза молодежи СУАР, председателем Демократической молодёжной организации.
В 1957 опубликовал сборники стихов под названиями «Чувства юности», «Степь», «Горный бриз», «Месть», «Ынтызар» и другие. Написал научные труды по уйгурской литературе и культуре, такие как «Эпический жанр в творчестве уйгурских классиков», «Произведение устного народного творчества уйгуров», «Путешествие в мир эпосов», «Четыре дервиша», «О двенадцати мукамах» (тексты), «Сом алтын» (сказки), «Антология уйгурского фольклора», «Ватан ышхи», «Юсуп ва Зылайха хакида», «Иссык лалият» и другие.
Член Союза писателей Синьцзян-Уйгурской автономной республики и ряда научных союзов.